# Nicholas Gioacchini
Nicholas Gioacchini, né le 25 juillet 2000 à Kansas City, est un joueur international américain de soccer. Il évolue au poste d'attaquant à l'Astéras Trípolis.

## Biographie

### Carrière en club

#### Débuts et formation
Né à Kansas City d'un père italo-américain et d'une mère américaine d'origine jamaïcaine, Nicholas Gioacchini connaît une enfance mouvementée,. Il grandit dans le Kansas où il touche ses premiers ballons, avant que sa famille ne déménage à Parme en Italie. Il y continue sa pratique du soccer dans des clubs locaux et passe même un essai avec le club de Parme, qui n'est pas concluant. En 2011, la famille revient aux États-Unis, à Washington. Nicholas rejoint le club de D.C. United avec les moins de quatorze ans.
En 2015, la famille déménage une nouvelle fois, cette fois-ci à Paris. Il signe alors au Red Star, grâce à un de ses entraîneurs de D.C. United qui l'a aidé à faire un essai. Des problèmes administratifs l'amènent cependant à quitter le club sans y avoir joué. Il rejoint alors le Paris FC, autre grand club formateur de la capitale, où il connaît les mêmes soucis. Il commence finalement à jouer lors de sa deuxième année au club. Alors qu'il évolue avec les moins de dix-neuf ans du club francilien contre le Stade Malherbe Caen, il est repéré par l’entraîneur caennais Michel Rodriguez. En décembre 2018 il obtient la récompense du meilleur joueur U18 du Paname Best Player. Prestigieux trophée qui sacre les meilleurs talents de la région Parisienne. En 2018, il rejoint le centre de formation normand, où il poursuit sa formation entre les moins de dix-neuf ans et l'équipe réserve,.

#### SM Caen
Lorsqu'il devient entraîneur du club normand à l'automne 2019, Pascal Dupraz se montre rapidement intéressé par le jeune attaquant. Le 25 octobre 2019, il fait ses débuts avec le groupe professionnel lors d'un match contre le Paris FC en Ligue 2, et en profite pour marquer son premier but en championnat (2-4).
Le 23 décembre 2019, il signe son premier contrat professionnel avec le Stade Malherbe Caen, courant jusqu'en 2023. Il est désigné joueur du mois de décembre par les supporteurs du club. Il devient par la suite un joueur régulier en équipe première, comme attaquant de pointe ou comme ailier droit.
Sa saison 2020-2021 est à l'image de l'équipe caennaise. Titulaire régulier et décisif pendant la phase aller du championnat, il marque 4 buts, notamment celui victorieux contre l'AS Nancy-Lorraine à la 93e minute (victoire 2-1), le 7 novembre. Pendant la phase retour, l'équipe caennaise ne gagne que deux matchs, il a moins de temps de jeu et n'est pas décisif pour son équipe : aucun but et aucune passe décisive. Il se fait même expulser lors du match contre le FC Chambly (défaite 4-2).

#### Prêt au Montpellier HSC
Le 31 août 2021, lors de la dernière journée de la fenêtre estivale des transferts, il est prêté au Montpellier HSC. Mais des difficultés informatiques remettent en question l'homologation de ce prêt qui est finalement validé et officialisé le lendemain et l'on apprend l'existence d'une option d'achat autour des deux millions d'euros. Il prend le numéro 23.

#### Retour aux États-Unis
Après avoir découvert la Ligue 1, Gioacchini s'engage le 20 juillet 2022 au Orlando City SC, en Major League Soccer et retourne ainsi aux États-Unis,. Une semaine plus tard, le jeune américain entre en jeu en demi-finale de Coupe des États-Unis face aux Red Bulls de New York et participe ainsi à la qualification de son équipe en finale de la compétition lors de ses débuts. Le 31 juillet suivant, il joue ses premières minutes en MLS en entrant en fin de rencontre face à D.C. United et assiste à la victoire arrachée par le club de Washington D.C. face aux siens (défaite 2-1).
À l'issue de la saison 2022, il ne fait pas partie des joueurs protégés par son équipe en vue du repêchage d'expansion pour l'entrée du St. Louis City SC en Major League Soccer en 2023. Son nom est alors évoqué comme un potentiel choix idéal pour la nouvelle franchise. Finalement, le 11 novembre 2022, lors de ce repêchage, il est effectivement sélectionné par St. Louis et quitte ainsi Orlando après seulement sept rencontres en une demi-saison. Le 25 février 2023, il fait ses débuts avec ce club contre l'Austin FC. C'est également la première victoire en MLS de l'histoire du club,. Saint-Louis est seulement la deuxième franchise de l’histoire de la ligue à remporter ses trois premiers matchs, rejoignant les Sounders de Seattle.

### Carrière internationale
Éligible pour jouer avec les États-Unis, l'Italie (par les origines de son père) et la Jamaïque (par les origines de sa mère), il fait part de sa préférence pour la sélection américaine,. En plus de la nationalité de son pays de naissance, il partage de fait également la nationalité italienne avec son père,,,,.
Le 2 novembre 2020, Nicholas Gioacchini est appelé en sélection américaine pour la première fois par le sélectionneur Gregg Berhalter pour participer à un rassemblement d'une semaine avec deux matchs amicaux au programme. Un premier face au pays de Galles et un second face au Panama. Le 12 novembre, il honore sa première sélection contre le pays de Galles lors d'un match amical. Lors de ce match, Nicholas Gioacchini entre à la 79e minute de la rencontre, à la place de Yunus Musah. Le match se solde par match nul et vierge (0-0). Quatre jours plus tard, il dispute son premier match en tant que titulaire en sélection contre le Panama et inscrit son premier doublé durant cette rencontre (victoire 6-2),.
Le 1er juillet 2021, il est retenu dans la liste des vingt-trois joueurs américains sélectionnés par Gregg Berhalter pour disputer la Gold Cup 2021,. Passeur décisif pour Gyasi Zardes en demi-finale contre le Qatar (1-0),. Il est remplaçant lors de la finale contre le Mexique le 1er août et entre en jeu durant la seconde période. Les États-Unis s'imposent finalement sur un but de Miles Robinson en prolongations, remportant donc son premier titre international,,.

## Statistiques

### Statistiques détaillées
| Saison                | Club                   | Championnat           | Championnat | Championnat | Championnat | Coupe(s) nationale(s) | Coupe(s) nationale(s) | Coupe(s) nationale(s) | Compétition(s) continentale(s) | Compétition(s) continentale(s) | Compétition(s) continentale(s) | Compétition(s) continentale(s) | Séries | Séries | Séries | Total | Total | Total |
| Saison                | Club                   | Division              | M.          | B.          | P.d.        | M.                    | B.                    | P.d.                  | Comp.                          | M.                             | B.                             | P.d.                           | M.     | B.     | P.d.   | M.    | B.    | P.d.  |
| 2019-2020             | SM Caen                | Ligue 2               | 16          | 2           | 0           | 2                     | 2                     | 0                     | -                              | -                              | -                              | -                              | -      | -      | -      | 18    | 4     | 0     |
| 2020-2021             | SM Caen                | Ligue 2               | 30          | 4           | 0           | 2                     | 1                     | 0                     | -                              | -                              | -                              | -                              | -      | -      | -      | 32    | 5     | 0     |
| 2021-2022             | SM Caen                | Ligue 2               | 3           | 0           | 0           | -                     | -                     | -                     | -                              | -                              | -                              | -                              | -      | -      | -      | 3     | 0     | 0     |
| Sous-total            | Sous-total             | Sous-total            | 49          | 6           | 0           | 4                     | 3                     | 0                     | -                              | -                              | -                              | -                              | -      | -      | -      | 53    | 9     | 0     |
| 2021-2022             | Montpellier HSC (prêt) | Ligue 1               | 28          | 0           | 3           | 3                     | 0                     | 0                     | -                              | -                              | -                              | -                              | -      | -      | -      | 31    | 0     | 3     |
| 2022                  | Orlando City           | MLS                   | 6           | 0           | 0           | 1                     | 0                     | 0                     | -                              | -                              | -                              | -                              | -      | -      | -      | 7     | 0     | 0     |
| 2023                  | St. Louis City         | MLS                   | 32          | 10          | 1           | 1                     | 0                     | 0                     | LC                             | 2                              | 0                              | 0                              | 2      | 0      | 0      | 37    | 10    | 1     |
| 2023-2024             | Como 1907              | Serie B               | 9           | 0           | 0           | -                     | -                     | -                     | -                              | -                              | -                              | -                              | -      | -      | -      | 9     | 0     | 0     |
| 2024                  | FC Cincinnati (prêt)   | MLS                   | 8           | 0           | 0           | -                     | -                     | -                     | -                              | -                              | -                              | -                              | 1      | 0      | 0      | 9     | 0     | 0     |
| 2024-2025             | Astéras Trípolis       | Super League          | 12          | 1           | 0           | 2                     | 0                     | 0                     | -                              | -                              | -                              | -                              | -      | -      | -      | 14    | 1     | 0     |
| 2025-2026             | Astéras Trípolis       | Super League          | -           | -           | -           | -                     | -                     | -                     | -                              | -                              | -                              | -                              | -      | -      | -      | 0     | 0     | 0     |
| Sous-total            | Sous-total             | Sous-total            | 12          | 1           | 0           | 2                     | 0                     | 0                     | -                              | -                              | -                              | -                              | -      | -      | -      | 14    | 1     | 0     |
| Total sur la carrière | Total sur la carrière  | Total sur la carrière | 144         | 17          | 4           | 11                    | 3                     | 0                     | -                              | 2                              | 0                              | 0                              | 3      | 0      | 0      | 160   | 20    | 4     |

## Palmarès
États-Unis
- Vainqueur de la Gold Cup en 2021